# Михайлівська сільська рада (Кремінський район)
| Михайлівська сільська рада — колишній орган місцевого самоврядування у Кремінському районі Луганської області з адміністративним центром у с. Михайлівка. Водоймища на території, підпорядкованій даній раді: річка Борова. Сільській раді підпорядковані населені пункти: - с. Михайлівка - с. Пристине |

## Склад ради
Рада складається з 12 депутатів та голови.

### Керівний склад ради
| ПІБ                              | Основні відомості                                                         | Дата обрання | Дата звільнення |
| -------------------------------- | ------------------------------------------------------------------------- | ------------ | --------------- |
| Вербицький Віталій Олександрович | Сільський голова, 1960 року народження, освіта, член Партії регіонів      | 26.03.2006   | 31.10.2010      |
| Вербицький Віталій Олександрович | Сільський голова, 1960 року народження, освіта вища, член Партії регіонів | 31.10.2010   |                 |

Примітка: таблиця складена за даними джерела